# Wang Chong (instruktør)
Wang Chong (født 8. januar 1982) er en kinesisk teaterinstruktør der blev født 1982 i Beijing. Han er bachelor i jura på Beijing Universitet, MA i teater på Hawaii Universitet. Wang er instruktør inden for den uafhængige scenekunst og oversætter.
Wang Chong har arbejdet sammen med den kinesiske instruktør Lin Zhaohua og den amerikanske instruktør Robert Wilson. Han stiftede sin egen performancegruppe ”Théâtre du Rêve Expérimental” i 2008. Gruppen er en af de mest aktive og turnerende scenekunstkompagnier i Kina for tiden. De stykker, han har instrueret, er ikke kun blevet sat op i Kina, men også i Hong Kong, Taiwan, Korea, Japan, USA, Canada, UK, Frankrig, Holland, Norge, og Australien. Han regnes nu for at være en af de vigtigste instruktører indenfor Kinas uafhængige scenekunst med sine multimedia-performances og dokudrama forestillinger. Han oversatte og instruerede den første autoriserede kinesiske version af ”Vaginamonologerne” i Kina. Selv om ”Vaginamonologerne” også er blevet iscenesat af andre i Kina tidligere og blev stoppet og gjort forbudt i Shanghai og Beijing i 2004, var det ”Théatre du Rêve Expérimental”, der havde premiere på den autoriserede version af ”Vaginamonologerne” i 2009. Wang Chong har oversat og instrueret en række vestlige teaterstykker i Kina, bl.a. Heiner Müllers ”Hamletmaskine” og Sarah Kanes ”Crave”, Eve Enslers “The Vagina Monologues”, Mike Daiseys “The Agony and the Ecstasy of Steve Jobs”, Roland Schimmelpfennigs “The Arabian Night”.